# Kepler-11
Kepler-11 is een ster in het sterrenbeeld Zwaan, die ongeveer 2148 lichtjaar van de Aarde vandaan staat. Kepler-11 lijkt veel op onze Zon. De ster ligt in het gezichtsveld van de Kepler-satelliet, de satelliet die NASA's Kepler-missie gebruikt om exoplaneten te detecteren. Haar planetenstelsel werd bekendgemaakt op 2 februari 2011. Het is het meest compacte planetenstelsel ooit ontdekt. Het is de eerste ster met zes bevestigde exoplaneten (andere sterren, zoals HD 10180, zouden misschien meer planeten hebben, maar deze zijn nog niet allemaal bevestigd). Alle planeten zijn groter dan de Aarde en de grootste is ongeveer zo groot als Neptunus.

## Naam en ontdekking
Kepler-11 en haar planeten werden ontdekt door NASA's Kepler-missie, een missie met als doel de transitie van exoplaneten om hun ster te detecteren. De transitiemethode meet de helderheid van de ster. Als een exoplaneet voor de ster schuift, wordt de helderheid voor een korte tijd zwakker. Kepler-11 is de eerste ster waarbij meer dan drie exoplaneten op deze manier zijn ontdekt. 
Kepler-11 kreeg zijn naam, omdat het de elfde ster is die de Kepler-satelliet ontdekt heeft. De planeten krijgen een letter achter de naam van de ster: Kepler-11b, Kepler-11c, Kepler-11d, enzovoort.

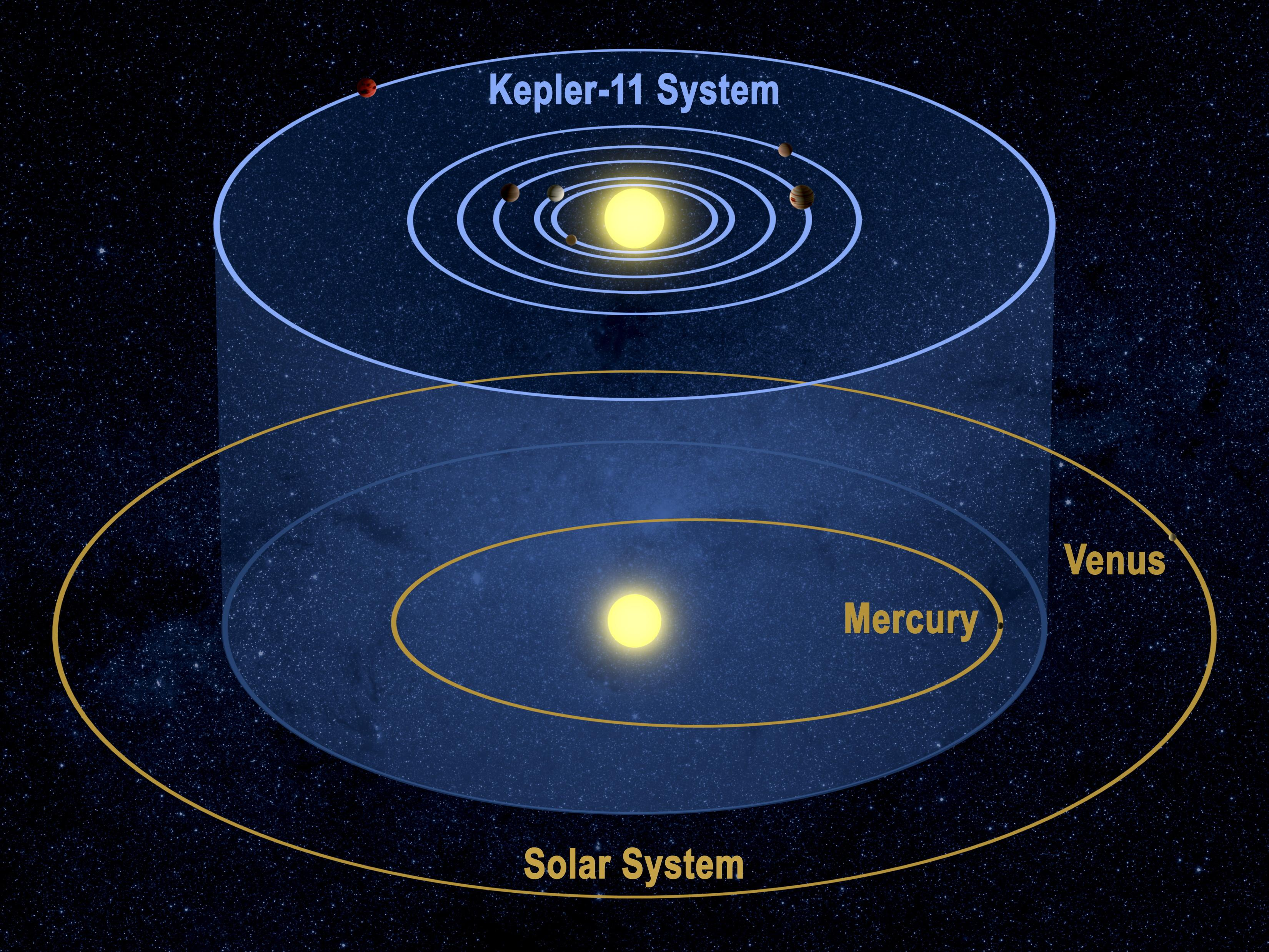
De banen van de planeten van Kepler-11 vergeleken met die van Mercurius en Venus.

## Kenmerken
Kepler-11 is een G-type hoofdreeksster met ongeveer 95% de massa en 110% de straal van de Zon. De ster heeft een oppervlaktetemperatuur van ongeveer 5680 kelvin en is ongeveer acht miljard jaar oud (ter vergelijking: de Zon is ongeveer 4,6 miljard jaar oud). De schijnbare magnitude van de ster is 13,7. Dit is veel te zwak  om te zien met het blote oog.

## Planetenstelsel
Alle planeten van de ster zijn ontdekt door transitie: dit betekent dat alle banen van de planeten hun ster lijken te kruisen. Hun inclinatie, verschillen met hooguit een graad: veel minder dan die van de planeten van het Zonnestelsel. Hierdoor is het ook het platste planetenstelsel ooit waargenomen.
Alle zes planeten hebben een grootte tussen die van de Aarde en Neptunus. Hun geschatte dichtheden zijn allemaal lager dan die van de Aarde, en waarschijnlijk heeft geen enkele planeet een compositie als die van onze planeet. De planeten d, e en f hebben waarschijnlijk een dikke atmosfeer van waterstof en b en c hebben waarschijnlijk een rotsachtig oppervlak onder een atmosfeer van vooral waterstof en helium.
Het planetenstelsel is het meest compacte planetenstelsel bekend. De eerste vijf planeten hebben allemaal een baan die kleiner is dan Mercurius. Ondanks dat de planeten zo dicht op elkaar zitten, is het systeem redelijk stabiel.
| Planeet | Massa (M⊕) | straal (R⊕) | Dichtheid (g/cm³) | Omlooptijd (d) | Halve lange as (AE) | Excentriciteit | Inclinatie | Jaar van ontdekking |
| ------- | ---------- | ----------- | ----------------- | -------------- | ------------------- | -------------- | ---------- | ------------------- |
| b       | 4,3 ± 2    | 1,97 ± 0,19 | 3,1 ± 1,5         | 10,30375       | 0,091               | 0              | 88,5       | 2011                |
| c       | 13,5 ± 5,5 | 3,15 ± 0,30 | 2,3 ± 1,1         | 13,02502       | 0,106               | 0              | 89         | 2011                |
| d       | 6,1 ± 2    | 3,43 ± 0,32 | 0,9 ± 0,3         | 22,68719       | 0,159               | 0              | 89,3       | 2011                |
| e       | 8,4 ± 2    | 4,52 ± 0,43 | 0,5 ± 0,2         | 31,9959        | 0,194               | 0              | 88,8       | 2011                |
| f       | 2,3 ± 1,2  | 2,61 ± 0,25 | 0,7 ± 0,4         | 46,68876       | 0,25                | 0              | 89,4       | 2011                |
| g       | onbekend   | 3,66 ± 0,35 | onbekend          | 118,37774      | 0,462               | 0              | 89,8       | 2011                |